# Балтабеков, Ансаган Скендерович
Ансаган Скендерович Балтабеков (каз. Аңсаған Скендерұлы Балтабеков) — заместитель Министра внутренних дел Республики Казахстан — Главнокомандующий Национальной гвардией (2024—наст.время), генерал-майор (2023). 

## Биография
О биографии Ансагана Балтабекова нет подробных сведений.
Родился 25 июля 1979 года в казахской семье, в городе Алма-Ата.
В 2000 году окончил Казахстанскую государственную юридическую академию.
В 2023 году окончил Национальный университет обороны.
Июнь 2002 — февраль 2017 — проходил службу на различных офицерских и руководящих должностях в Службы государственной охраны Республики Казахстан (в период до 2014 года — неизвестно в Республиканской гвардии или в Службе охраны президента).
Февраль 2017 — март 2019 —  проходил службу в Комитете национальной безопасности Республики Казахстан.
Март 2019 — май 2022 — проходил службу на различных руководящих должностях в Службе государственной охраны Республики Казахстан.
Май 2022 — январь 2023 — находился в должности заместителя начальника Службы государственной охраны Республики Казахстан.
Указом Президента Казахстана от 5 мая 2023 года — Ансагану Балтабекову присвоено воинское звание генерал-майор.
18 сентября 2024 года — назначен на должность заместителя Министра внутренних дел, по совместительству — Главнокомандующий Национальной гвардией РК.

## Награды
- Орден «Данк» II степени (2025)[3].